# Solenidiopsis
Solenidiopsis es un género de orquídeas epifitas. Tiene cinco especies. Es originario de Perú.
Solenidiopsis fue segregado en 1986 del género Odontoglossum Kunth por el botánico alemán Karlheinz Senghas  1928—2004.

## Especies deSolenidiopsis
- Solenidiopsis flavobrunnea  Senghas (1989)
- Solenidiopsis galianoi  Dalström & Nuñez (2002)
- Solenidiopsis peruviana  (Schltr.) D.E.Benn. & Christenson (1994)
- Solenidiopsis rhombicalla  D.E.Benn. & Christenson (1994)
- Solenidiopsis tigroides  (C.Schweinf.) Senghas (1986) - especie tipo